# 苏木都剌国
苏木都剌国是东南亚古国，故地在今印度尼西亚苏门答腊岛北部。“苏木都剌”为梵语Samudra的音译，意为“海洋”。苏木都剌国建国于13世纪后期。该国地处东西方交通要道，是当时阿拉伯、印度和中国进行贸易的重要地点。元至元十九年（1282年）遣使节到元朝与中国建立友好关系。1292年马可·波罗西行时曾经其地。伊本·白图泰在去中国的途中也曾在该地逗留。14世纪中期苏木都剌国臣服于麻喏巴歇国。15世纪初郑和下西洋曾三至其国。16世纪为亞齊蘇丹國所灭。其名后来就用以称全岛。“苏木都剌”一名见于《元史·外国列传》，而《元史·武宗本纪》则译作“八昔”，《岭外代答》中称之为“波斯”（Pasai），《岛夷志略》中作“须文答腊”、“须文答剌”，《瀛涯胜览》中作“苏门答剌”，《明史·外国列传》中作“须文达那”。

## 延伸阅读
[在维基数据编辑]
 《明史卷三百二十五》，出自《明史》